# Оселедчик Борис Львович
Борис Львович Оселе́дчик (1909, Гуляйполе — 1998, Миколаїв) — український театральний режисер; заслужений артист УРСР з 1954 року.

## Біографія
Народився у 1909 році в селі Гуляйполі (нині місто Запорізької області, Україна). 1932 року закінчив Харківський музично-драматичний інститут. Стажувався у Василя Василька.
Працював актором, асистентом режисера у Харківському українському драматичному театрі; 1938—1941 роках — головний режисер Дніпропетровського українського драматичного театру імені Тараса Шевченка і Дніпропетровського театру ляльок; у 1941—1944 роках — Херсонського українського музично-драматичного театру; у 1944—1959 роках — Миколаївського театру юного глядача; у 1959—1967 роках — Миколаївського українського музично-драматичного театру; у 1970—1983 роках — Миколаївського театру ляльок. Помер у Миколаєві у 1998 році

## Творчість
Поставив вистави
Миколаївський театр юного глядача
- «Молода гвардія» за Олесандром Фадєєвим;
- «Барабанниця» Опанаса Салинського;
- «Володимирська гірка» Дмитра Шевцова;
- «Земля» за Ольгою Кобилянською;
- «Оптимістична трагедія» Всеволода Вишневського;
- «Республіка на колесах» Якова Мамонтова;
- «Ромео і Джульєтта» Вільяма Шекспіра;
- «Сон князя Святослава» Івана Франка;

Миколаївський обласний театр ляльок
- «Повсталі джунглі» за Сергієм Коганом та Сергієм Єфремовим;
- «Троє поросят» Сергія Михалкова;
- «Казка про попа і наймита його Балду», «Руслан і Людмила» за Олександром Пушкіним.